# Роччи, Чириако
Чириако Роччи (итал. Ciriaco Rocci; 8 августа 1582, Рим, Папская область — 25 сентября 1651, там же) — итальянский куриальный кардинал и папский дипломат. Титулярный архиепископ Патр с 29 мая 1628 по 28 ноября 1633. Апостольский нунций в Швейцарии с 28 июня 1628 по 18 мая 1630. Апостольский нунций в Австрии с 18 мая 1630 по 8 июля 1634. Апостольский легат в Ферраре с 19 ноября 1637 по 10 ноября 1640. Камерленго Священной Коллегии кардиналов с 8 января 1646 по 7 января 1647. Кардинал in pectore c 19 ноября 1629 по 28 ноября 1633. Кардинал-священник с 28 ноября 1633, с титулом церкви Сан-Сальваторе-ин-Лауро с 13 августа 1635 по 25 сентября 1651.